# تمیم الحزامی
تمیم الحزامی (فرانسوی: Témime Lahzami‎؛ زادهٔ ۱ ژانویهٔ ۱۹۴۹) بازیکن سابق فوتبال اهل تونس است.

## باشگاهی
از باشگاه‌هایی که در آن بازی کرده‌است می‌توان به باشگاه فوتبال حمام الانف, باشگاه فوتبال اسپرانس تونس, المپیک مارسی, باشگاه فوتبال الاتحاد عربستان سعودی و باشگاه فوتبال حمام الانف اشاره کرد.

## تیم ملی
وی همچنین در تیم ملی فوتبال تونس بازی کرده‌است. وی در تیم ملی فوتبال تونس ۵۴ بازی انجام داده است و عضو این تیم در جام جهانی فوتبال ۱۹۷۸ بوده است.